# 长柱瑞香
长柱瑞香（学名：Daphne championii），为瑞香科瑞香属下的一个植物种。